# Fairfield (Texas)
Fairfield is een plaats (city) in de Amerikaanse staat Texas, en valt bestuurlijk gezien onder Freestone County.

## Demografie
Bij de volkstelling in 2000 werd het aantal inwoners vastgesteld op 3094.
In 2006 is het aantal inwoners door het United States Census Bureau geschat op 3546, een stijging van 452 (14,6%).

## Geografie
Volgens het United States Census Bureau beslaat de plaats een oppervlakte van
11,7 km², geheel bestaande uit land.

## Plaatsen in de nabije omgeving
De onderstaande figuur toont nabijgelegen plaatsen in een straal van 32 km rond Fairfield.

## Geboren
- Kenny Dorham (1924-1972), jazztrompettist
- Nanceen Perry (19 april 1977), atlete